# Ixodonerium
Ixodonerium és un gènere monotípic de fanerògames de la família de les Apocynaceae. Conté una única espècie: Ixodonerium annamense Pit.. És originària del Vietnam.

## Taxonomia
Ixodonerium annamense va ser descrita per Charles-Joseph Marie Pitard-Briau i publicat a Flore Générale de l'Indo-Chine iii: 1228. 1933.